# Ambiasselle
L'Ambiasselle est une rivière du sud de la France sous-affluent du Tarn et de la Garonne.

## Géographie
De 13,4 km de longueur, il prend sa source sur la commune de Montfranc dans l'Aveyron : Montfranc et se jette dans l'Ambias en rive gauche sur la commune de Paulinet dans le Tarn

## Départements et villes traversées
- Aveyron : Montfranc
- Tarn : Le Masnau-Massuguiès, Paulinet.